# Финеле (Болцано)
Финеле је насеље у Италији у округу Болцано, региону Трентино-Јужни Тирол.
Према процени из 2011. у насељу је живело 39 становника. Насеље се налази на надморској висини од 495 м.